# Маргарете Нойман
Вижте пояснителната страница за други личности с името Нойман.
Маргарете Нойман (на немски: Margarete Neumann) е германска поетеса, белетристка и авторка на детски книги.

## Биография и творчество
Маргарете Нойман е родена в Пюриц, Померания. Следва социална педагогика в Кьонигсберг (днес Калининград) и до 1945 г. работи в служба за социални грижи в Хайлсберг. След преселването си в Германия работи на село. От 1952 г. е писателка на свободна практика и живее в Хоен Нойендорф и Нойбранденбург. В стихотворенията, романите и разказите си Нойман според собствените си преживявания изобразява възникването на нови условия за живот в страната. Най-известната ѝ стихосбирка е „Хляб в дървена купа“ (1959), а също „Листа“ (1977).

## Влияние
Маргарете Нойман е смятана за представителка на „социалистическия реализъм“ в ГДР, но в поезията ѝ има много лиризъм и съпричастност. Удостоена е с наградата на Берлинската академия на изкуствата „Хайнрих Ман“ (1957) и наградата „Фриц Ройтер“ (1962). Нейният син – писателят Герт Нойман – си създава име на радикален дисидент и му е позволено да публикува само на Запад. След политическата промяна в Германия през 1989 г. Маргарете Нойман дълго време живее в Тунис.